# Hemsta IF
Hemsta IF var en ishockeyklubb från Hemsta i södra delarna av Gävle (fram till 1965 en del av Valbo kommun). 1952 byggdes en isbana i området efter anslag från kommunen och i samarbete med Valbo AIF. 1954 Meddelade Hemsta sin moderklubb i Valbo att de ville bryta sig ur och bilda en egen förening. Redan första säsongen blir pojklaget distriktsmästare före välkända lag som GGIK, Brynäs och Strömsbro. Segern gav stor uppmärksamhet i media och uppmärksammades även nationellt. Pojklagets framgångar stod sig och ledde till att större klubbar som Brynäs började värva lagets spelare. 
Åren 1955-1964 spelar Hemstas A-lag i Division III och når andraplatsen fyra gånger under denna tid. 1964 var det dock dags för en första seger i Division III Norra Östsvenska C. Med segern följde uppflyttning till Division II till säsongen 1964/65. Laget höll sig kvar även den följande säsongen innan det fick återgå till Division III. Dock lyckades man ta sig tillbaka till Division II igen säsongerna 1969/70 och 1971/72. Sedan dess har A-laget inte återfunnits i någon av de två högsta serierna. 
Efter flera år utan is stängdes Hemstabanan 1989 och klubbens centrum bliv istället en klubbstuga på Brynäs IP.